# ناتالیا ایوانوا (ورزشکار)
ناتالیا ایوانوا (روسی: Наталья Николаевна Иванова؛ زادهٔ ۲۵ ژوئن ۱۹۸۱) ورزشکار دو و میدانی اهل اتحاد جماهیر شوروی سوسیالیستی است.